# Antonio García Ferreras
Antonio García Ferreras (León, 20 de septiembre de 1966) es un periodista, presentador y directivo de televisión español. Dirige y presenta el programa de actualidad y debate político Al rojo vivo en La Sexta.

## Trayectoria

### Cadena SER
Licenciado en Periodismo por la Universidad Complutense de Madrid, comenzó su carrera como periodista en 1986, en la emisora Radio Valladolid de la Cadena SER. Posteriormente se trasladó a Radio Sevilla, donde desempeñó labores de redactor hasta su nombramiento como jefe de informativos de la SER en Andalucía, etapa en la que dirigió la información sobre la Expo '92. Durante esos años hizo su primera incursión en televisión, al ser el entrevistador de Canal Sur, en el programa de actualidad «Iñaki, los jueves», presentado y coordinado por Iñaki Gabilondo, de emisión conjunta en varias autonómicas de la FORTA.
En 1993 es nombrado subdirector de informativos a nivel nacional, trasladándose a Madrid. Dos años después, en 1995, asumió con 29 años la dirección de los servicios informativos de la cadena. El 29 de noviembre de 2001, es nombrado director de la Cadena SER, cargo que ocupa hasta septiembre de 2004, en que se desliga a petición propia, tras diecisiete años en el medio. Bajo su dirección en la cadena SER se difundió una noticia falsa acerca de la existencia de terroristas suicidas con tres capas de calzoncillos en los atentados del 11-M, supuestamente confirmada por 3 fuentes distintas de la lucha antiterrorista.

### Real Madrid
Con la llegada de Florentino Pérez a la presidencia del Real Madrid, tras las elecciones de julio de 2000, se instauró en el club una precursora política económico-deportiva, que tuvo un impacto en el fútbol a nivel mundial. En el ámbito mediático, se buscaba una difusión acorde a la magnitud de una institución recién nombrada en el 2000 por FIFA como «Mejor Club del Siglo». Para dirigir esta estrategia de liderazgo global, el presidente sondea a García Ferreras, quien tras dejar la dirección de la SER, es finalmente nombrado director de comunicación del club en septiembre de 2004, permaneciendo en el cargo hasta marzo de 2006, poco antes de su nombramiento como director de La Sexta.
Con él al frente del área de comunicación, y con una constelación de estrellas en el equipo en plena época de «Los Galácticos», se renovó la programación de Real Madrid TV, se rediseñó el área interactiva y la página web, se ampliaron las publicaciones oficiales (revista oficial y Grada Blanca), y se impulsó la producción de documentales divulgativos como «El nacimiento de una pasión» o «Siempre Real», además del primer largometraje producido por un club deportivo con «Real, la película».

### La Sexta
Es director desde el 11 de abril de 2006 hasta la actualidad, de La Sexta, cadena de televisión nacional y de carácter generalista, que inició sus emisiones pocos meses después del lanzamiento de la TDT en España, al obtener la sexta licencia de ámbito nacional para televisiones privadas. Tras la fusión de Grupo Antena 3 y Gestora de Inversiones Audiovisuales La Sexta el 1 de octubre de 2012, forma parte de la directiva del grupo resultante, Atresmedia.
Como director de la cadena, apostó en sus inicios por contenidos deportivos y de entretenimiento, ostentando los derechos de algunos de los principales eventos deportivos, como las Copas Mundiales de fútbol y baloncesto de 2006, además del partido en abierto de los sábados del Campeonato Nacional de Liga durante el sexenio 2006-2012. Posteriormente, se viró hacia un modelo más centrado en dar prioridad a la actualidad y a la información política. En consonancia con esta evolución, en enero de 2011 comenzó a dirigir y presentar uno de los programas referentes del debate político en el país, «Al Rojo Vivo», estrenándose en horario nocturno, para pasar desde el 5 de septiembre de 2011, al tradicional horario de las tertulias de la mañana (de 11:00 a 14:15), previo a los informativos de «La Sexta Noticias». También presenta, desde enero de 2012 y en la misma cadena, el programa de reportajes de actualidad «La Sexta columna».

## Controversias

### Ferrerasgate
El 9 de julio de 2022 el medio digital Crónica Libre publicó unos audios grabados por José Manuel Villarejo en los que éste mantiene una conversación con García Ferreras y Mauricio Casals entre otros. En dicha conversación, el periodista declara que pocas semanas antes de las elecciones generales de 2016 difundió una información no contrastada y «demasiado burda» publicada por el periódico digital Okdiario, dirigido por Eduardo Inda, y Factoresdepoder.com, en la que se atribuía a Pablo Iglesias la titularidad de una presunta cuenta en el paraíso fiscal de las Islas Granadinas en la que el Gobierno venezolano le habría ingresado 272 325 dólares el mismo día en que Podemos se inscribía como partido político. Dicha información fue desmentida por Pablo Iglesias, por el banco Euro Pacific Bank y por el Gobierno venezolano, y las denuncias presentadas contra Iglesias fueron archivadas por los tribunales, demostrándose que la información facilitada por OKdiario para la elaboración de la noticia era una falsificación.
En otro audio de la misma conversación publicado días después García Ferreras se jacta de la capacidad destructiva de las informaciones críticas sobre Podemos que difunde La Sexta y del daño ya infligido a Juan Carlos Monedero.
La revelación de los audios tuvo repercusión internacional, al ser comentada en redes sociales por los presidentes de Argentina, Chile, Colombia y México, y por el líder de la oposición de Francia, que criticaron la difamación contra Podemos y sus dirigentes y contra los partidos contrarios al gobierno en general.
García Ferreras se defendió en el programa Al Rojo Vivo que dirige argumentando que nunca ha dado una información falsa a sabiendas, que habló de una presunta cuenta bancaria de Iglesias, al que dio la palabra, el día en que difundió la noticia falsa, para que lo desmintiera, y que La Sexta no ha participado en las campañas de desprestigio que otros medios emprendieron contra Podemos. No dio, sin embargo, la palabra a Pablo Iglesias tras conocerse los audios, tal como éste le solicitó.

## Filmografía

### Series de televisión
| Año         | Serie               | Canal    | Personaje | Notas       |
| ----------- | ------------------- | -------- | --------- | ----------- |
| 2018        | Cuerpo de élite     | Antena 3 | Él mismo  | 1 episodio  |
| 2020 - 2021 | La casa de papel    | Netflix  | Él mismo  | 3 episodios |
| 2021        | Los hombres de Paco | Antena 3 | Él mismo  | 1 episodio  |

## Vida privada
Es pareja de la también periodista Ana Pastor, con la que tiene un hijo.